# Distretto di Hunei
Il distretto di Hunei (湖內區S, Húnèi QūP) è un distretto della municipalità di Kaohsiung, situata a Taiwan.